# 人間界
人間界（にんげんかい、梵: manuṣya）は、人間がいる世界のこと。

## 仏教における人間界
仏教における人間界とは、迷界・欲界・六道、また十界の中の1つの世界にして、地獄から数えて第5番目に位置する。また三善道の1つ。過去世において、五戒（不殺生・不偸盗・不邪淫・不妄語・不飲酒）、また中品の十善の善因を修した者が生れる場所とされる。

## ストーリーにおける人間界
小説・漫画・アニメ・映画などのストーリーにおいて、人間のいる世界（現世、この世）とは別の世界（異世界、パラレルワールド）を取り扱った作品の場合、その世界に対して人間のいる世界を「人間界」と表現することがある。